# Мастикозо (Козенца)
Мастикозо је насеље у Италији у округу Козенца, региону Калабрија.
Према процени из 2011. у насељу је живело 74 становника. Насеље се налази на надморској висини од 766 м.